# Pepco
Pepco este o rețea europeană de magazine de articole de îmbrăcăminte și industriale cu prețuri reduse.

## Istorie
Compania a fost fondată la sfârșitul anului 1999 în Polonia ca sucursală a firmei britanice Brown&Jackson. În primii ani, magazinele au funcționat sub numele L-stretcher.
Ca urmare a modificărilor de capital din cadrul exploatației, în 2004 compania a fost achiziționată de Pepkor cu sediul în Africa de Sud. La acel moment, sigla comercială și numele au fost schimbate în PEPCO. Au început investițiile legate de dezvoltarea rețelei. Până în 2012, PEPCO a deschis 400 de magazine în Polonia. În 2013, compania a intrat pe două piețe noi - Cehia și Slovacia. În 2015, alte două țări s-au alăturat - România și Ungaria. Un an mai târziu, rețeaua avea deja peste 1.000 de magazine. În 2017, a avut loc extinderea în Croația, Slovenia și Lituania, iar Letonia s-a alăturat la începutul anului următor. Extinderea a continuat în 2019 cu magazine deschise în Bulgaria, în 2020 în Serbia și Italia, în 2021 în Spania și Austria, iar în 2022 s-au deschis magazine în Germania și Grecia.
În mai 2022, compania aduna peste 2.500 de magazine în 15 țări europene și peste 23.000 de angajați.